# Маниса
Маниса (тур. Manisa) или Сарухан (тур. Saruhan) је град у Турској, у вилајету Маниса. Према процени из 2009. у граду је живело 276.044 становника.

## Становништво
Према процени, у граду је 2009. живело 276.044 становника.
| 1990.   | 2000.   |
| ------- | ------- |
| 158.928 | 214.949 |